# Lena Videkull
Lena Mari Anette Videkull (6 de diciembre de 1962) es una futbolista sueca que ha sido internacional en 111 ocasiones con la Selección Femenina de Suecia, marcando 71 goles. Videkull ha aparecido en un documental en la Televisión de Suecia en 2013.

## Carrera como profesional
Videkull ganó el campeonato de la Damallsvenskan 6 veces en su carrera. Fue la goleadora de la Liga con un récord de 6 veces.

## Carrera como internacional
En mayo de 1984 Videkull debutó en la Selección de Suecia en su primera final de la UEFA Champions League. Suecia venció a Inglaterra 1-0 en la tanda de penaltis después de perder 1-0.
Suecia volvió a ganar la siguiente UEFA Champions League en 1987. Marcó en la final contra Noruega, que finalmente Suecia perdió 2-1. En mayo de 1989 Videkull marcó en el partido internacional femenino en el Estadio de Wembley, marcando el primer gol en el partido, contra Inglaterra, ganando al final 2-0 y la Copa Rous.
Videkull tiene el récord al anotar el gol más rápido de la historia de una fase final, en el segundo 30, cuando ganaron a Japón por 8-0 en Foshan, el 19 de noviembre de 1991. La canadiense Melissa Tancredi marcó el segundo más rápido, a los 37 segundos, en el empate a dos con Australia en Chengdu, el 20 de septiembre de 2007.
En 1991, Videkull ayudó a Suecia para el tercer puesto en el Copa Mundial Femenina de la FIFA, y en 1993 ganó el Balón de Diamente por ser la mejor jugadora femenina.
Se retiró en 1995, pero volvió para jugar en los Juegos Olímpicos de Verano de 1996.

## Vida personal
Videkuall es homosexual, y vive con su pareja Nina y su hermana Felicia.